# David Harvey (football)
Pour les articles homonymes, voir David Harvey (homonymie) et Harvey.
David Harvey est un footballeur international écossais, né le 7 février 1948, à Leeds en Angleterre. Évoluant au poste de gardien de but, il est principalement connu pour avoir joué 19 saisons à Leeds United.
Il compte 16 sélections en équipe d'Écosse.

## Biographie

### Carrière en club
Natif de Leeds, il fait ses études à la Foxwood School (en) dans Seacroft, banlieue défavorisée de la ville, tout en jouant pour les Leeds City Boys. Après avoir quitté l'école, il travaille dans une usine de fabrication de chaussures de la marque Stylo (en). Il est alors engagé par Don Revie pour Leeds United, où il signe son premier contrat pro en février 1965 après deux années en tant que stagiaire.
Il est gardien de l'équipe réserve ou bien gardien remplaçant de l'équipe première pendant ses 5 premières années, ne participant pas aux succès du club en championnat en 1968-69, en Coupe de la Ligue en 1968 et en Coupe des villes de foires en 1968 et 1971.
En finale de la FA Cup 1970, Leeds United affronte Chelsea et fait match nul 2-2, sans que le gardien titulaire de Leeds United, Gary Sprake, soit exempt de tout reproche. Pour le match à rejouer, Don Revie choisit alors de titulariser David Harvey au poste de gardien, mais Leeds United sera battu 2-1.
La saison suivante, Harvey est titularisé à 11 reprises en championnat, Gary Sprake restant le choix numéro 1, mais de plus en plus concurrencé. Harvey est le titulaire dans les cages pour la finale de la FA Cup 1972, remportée 1-0 par Leeds United contre Arsenal. À partir de ce moment-là, Harvey devient le choix numéro 1 de Revie pour le poste de gardien.
Dans la saison 72-73, Harvey dispute 63 matches, dont la finale de la Coupe des Coupes perdue contre le Milan AC, et la finale de la FA Cup perdue contre Sunderland.
La saison 73-74 voit Leeds United réussir l'exploit de ne pas perdre un match avant la 30e journée et remporter le titre de champion.
Lors du Community Shield de 1974 contre Liverpool, David Harvey se trouve être le dernier tireur de Leeds lors de la séance de tirs au but, manquant son tir au but et permettant à Liverpool de remporter le trophée. Le reste de la saison est ensuite très compliqué pour Harvey, il est blessé assez longtemps à cause d'un accident de la circulation, ce qui le prive notamment de la finale de la Coupe des Champions 1975 contre le Bayern Munich.
Parti en Ligue nord-américaine, aux Whitecaps de Vancouver, pour retrouver du temps de jeu et une forme de haut niveau, il connaît la mésaventure d'avoir un deuxième accident de la circulation qui lui occasionne une nouvelle blessure. Il revient finalement à Leeds, dans une période beaucoup moins faste. Il y est entraîné successivement par trois anciens coéquipiers de la grande époque, Allan Clarke, Eddie Gray et Billy Bremner.
Il fait ensuite quelques piges dans des clubs professionnels, Partick Thistle, Bradford City (où il est entraîné encore par un ancien coéquipier de Leeds, Trevor Cherry) puis Greenock Morton avant de terminer sa carrière dans des clubs semi-pros.

### Carrière internationale
David Harvey reçoit 16 sélections en faveur de l'équipe d'Écosse. Il joue son premier match le 15 novembre 1972, pour une victoire 2-0, à l'Hampden Park de Glasgow, contre le Danemark comptant pour les éliminatoires de la Coupe du monde 1974. Il reçoit sa dernière sélection le 8 septembre 1976, pour une victoire 6-0, à l'Hampden Park de Glasgow, contre la Finlande en match amical.
Il participe avec l'Écosse à la Coupe du monde 1974, aux éliminatoires de la Coupe du monde 1974 et aux éliminatoires de l'Euro 1976. Il participe également au British Home Championship de 1974.
Lors du mondial 1974 organisé en Allemagne, il joue trois matchs : un match face au Zaïre, un contre le Brésil et enfin un dernier face à la Yougoslavie. L'Écosse est éliminée au premier tour de la compétition. David Harvey n'aura pourtant encaissé qu'un seul but lors de ce mondial.

## Palmarès
- Leeds United :
  - Finaliste de la Coupe d'Europe des vainqueurs de coupe en 1973
  - Champion d'Angleterre en 1973-74
  - Vainqueur de la FA Cup en 1972